# ハーバード大学医学大学院

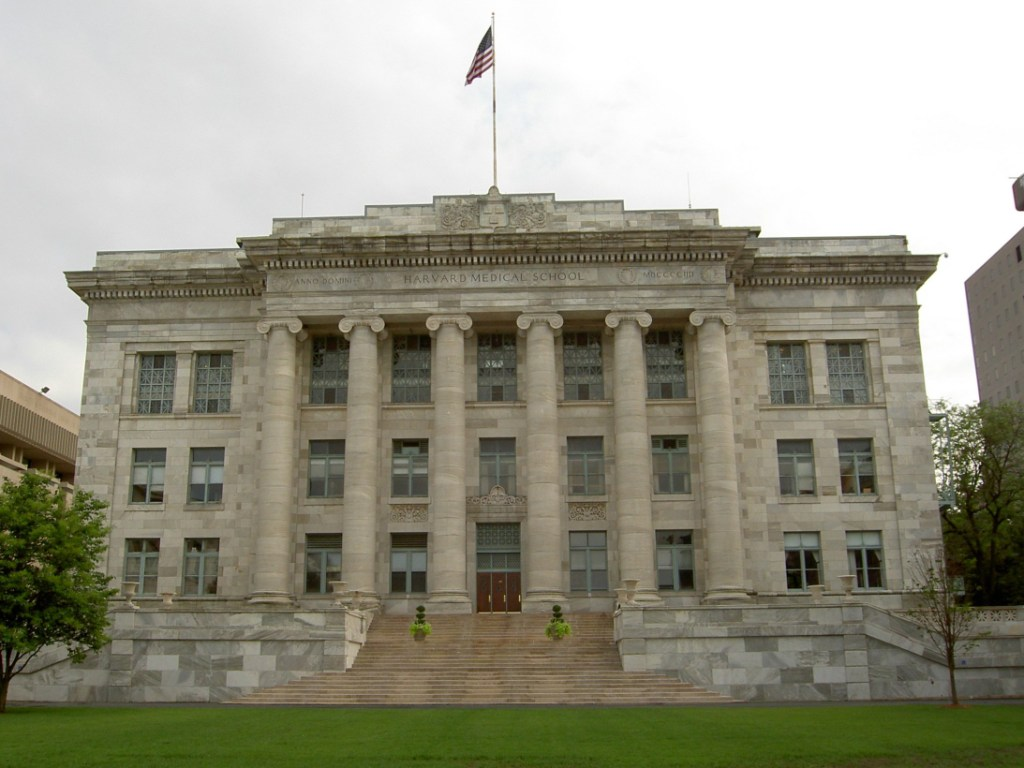
ハーバード・メディカル・スクール（ゴードン講堂）

ハーバード大学医学大学院（ハーバードだいがく いがくだいがくいん、Harvard Medical School）は、ハーバード大学の専門職大学院のひとつで、医師の養成学校（医学校）。 "ハーバード大学医学校" と訳されていることもある。
医学研究分野において、ジョンズ・ホプキンス大学医学部(JHUSOM)、ペンシルベニア大学 医学大学院(Penn Med)、ニューヨーク大学・グロスマン医科スクール(NYU Grossman)と共に全米最高峰の評価を受けている。

## 沿革
この専門職大学院は1782年に創立され、1810年にケンブリッジからボストンに移転した。
2010年のUSニューズ&ワールド・レポート誌の全米大学院のメディカルスクールランキングでは研究部門で第1位である。
米国のみならず世界トップレベルの医学研究が行われている。

## 位置
キャンパスは、マサチューセッツ州ボストン市内のロングウッド医療地区にあり、ハーバード大学のケンブリッジキャンパスとは別の所にある。

## 専攻分野
- Basic and Social Science Departments
  - Ambulatory Care and Prevention
  - Biological Chemistry and Molecular Pharmacology
  - Cell Biology
  - Genetics
  - Health Care Policy
  - Microbiology and Molecular Genetics
  - Neurobiology
  - Pathology
  - Social Medicine
  - Systems Biology
- 48 clinical departments

## 関連医療機関
- ベス・イスラエル・ディーコネス医療センター（Beth Israel Deaconess Medical Center）
- Brigham and Women's Hospital
- ボストン小児病院（Children's Hospital Boston）
- ダナ・ファーバー癌研究所（Dana-Farber Cancer Institute）
- ジョスリン糖尿病センター（Joslin Diabetes Center）
- Massachusetts Eye and Ear Infirmary
- マサチューセッツ総合病院（Massachusetts General Hospital）
- Shriner's Hospital

## 卒業生
- マイケル・クライトン
- ジェシカ・メイア

## 関連
- アメリカの医学教育
- ハーバード歯科医学校（ハーバード・デンタルスクール）

## 提携大学
- 慶應義塾大学（医学部および提携病院で長年研究交流を実施）[2][3]
- 東京科学大学（ハーバード大学との単位互換臨床実習）[4]

## 参照
1. ↑  US News
2. ↑  慶應義塾大学医学部　グローバルな教育への取り組み
3. ↑  慶應義塾創立150年記念式典　祝辞エリザベス・J・ペリー ハーバード大学総長指名代表者
4. ↑  東京医科歯科大学における 現状と新たな取り組み - 文部科学省